# کرامت‌الله زارعیان
کرامت الله زارعیان جهرمی (۱۳۶۴-۱۳۹۱) فرزند فرج، دانشجو و فعال سیاسی ایرانی بود که در روز ظهر عاشورای سال ۱۳۹۱ (۵ آذرماه ۱۳۹۱) ناپدید شده و تماسش با خانواده قطع می‌شود. در تاریخ ۹ آذر ماه ۱۳۹۱ توسط فرد ناشناسی خبر "اتفاقی بد" برای او به خانواده اش داده می‌شود و برادرش برای بررسی اتفاق و در واقع شناسایی جسد او به محل سکونتش در محله نظام آباد تهران می‌رود .

## تحصیلات
مراتب تحصیلی او در مصاحبه‌های محدود خانواده‌اش چندان واضح نیست اما به نظر می‌رسد ابتدا در سال ۸۱ وارد رشته طراحی صنعتی دانشکده هنرهای زیبای دانشگاه تهران شده و در سال ۸۵ از دانشگاه تهران بدون اخذ مدرک  و بدلایل سیاسی اخراج شده‌است. بعد از اخراج از دانشگاه تهران در دانشکده علمی کاربردی صدا سیما کاردانی تصویربرداری می‌خواند. ظاهراً بعد از اخذ مدرک کاردانی در سال ۸۸ و دستگیری و آزادی برای ادامه تحصیل به سنگاپور می‌رود که در بازگشت در بهمن ۸۹ دستگیر می‌شود و تحصیلش در خارج از کشور نیمه تمام می‌ماند. بعدها دوباره به رشته قبلی در دانشکده صدا سیما روی می‌آورد و تا زمان ناپدید شدن تا انتهای دوره کارشناسی ناپیوسته تصویربرداری خوانده بوده‌است .

## سابقه سیاسی
او از فعالان جنبش سبز بود و مستمرا در اعتراضات خیابانی پس از انتخابات ریاست‌جمهوری ایران (۱۳۸۸) حضور داشت.
کرامت الله قبلتر هم از زمان ورود به دانشگاه تهران و اقامت در شهر تهران در موضوعات سیاسی فعال بود و بخاطر فعالیت در جنبش دانشجویی و مشخصا نقش آفرینی در تجمعات روز دانشجو در سال ۸۵ توسط کمیته انضباطی از دانشگاه تهران اخراج می‌شود.
پس از انتخابات ریاست جمهوری خرداد ۸۸ هم مأموران امنیتی او را احظار و در مورد فعالیت‌هایش مورد تذکر قرار داده بودند که نهایتا منجر به دستگیری او شد. در هفته دوم تیرماه ۱۳۸۸ لیست صد نفره‌ای از دستگیرشدگان حوادث پس از انتخابات منتشر شد که نام کرامت الله زارعیان نیز در آن مشاهده می‌شد. او پس از مدتی از زندان آزاد می‌شود و به جهت فشارهای وارده تصمیم به ادامه تحصیل در کشور سنگاپور می‌گیرد. در زمان عزیمت به تهران در بهمن سال ۸۹ در فرودگاه دستگیر می‌شود. او بعد از مدتی علیرغم دستگیری در تهران، در یک نیمه شب سرد در شهرستان جهرم توسط نیروهای امنیتی رها می‌شود تا به خانه پدری رود و طبق گفته مأموران به تهران بازنگردد.
او بعد از مدتی دوباره به تهران باز می‌گردد و مشغول ادامه تحصیل می‌شود اما همچنان فشارهای روانی و مراجعات مأموران امنیتی را تحمل می‌کرده است و تلفن‌هایش تحت شنود قرار داشته‌است. در سال ۹۱ به خانواده اش اطلاع می‌دهد که مأموران از او خواستند تهران را ترک کند اما به دلیل اتمام درسش این کار را نخواهد کرد تا اینکه در ۵ آذر ۹۱ ناپدید شده و جنازه اش چهار روز بعد پیدا می‌شود.

## جسد و تدفین
جنازه کرامت الله چند روز پس از عاشورا در منزل اجاره ایش در خیابان نظام آباد (شهید مدنی فعلی- جنوب شرق تهران) در وان حمام پر از آب جوش پیدا شده‌است. بعد از ۴ روز از چکه کردن آب و بوی تعفن، همسایگان به آتش نشانی و پلیس اطلاع می‌دهند و پلیس نیز در تماسی از خانواده ی این دانشجوی ۲۷ ساله برای تشخیص هویت می‌خواهد که به آنجا مراجعه کنند.
جواز دفن او به شماره ۶۷۹۴ در تاریخ ۱۰ آذرماه ۱۳۹۱ صادر شد. علت و زمان مرگ در این جواز دفن به ترتیب در حال آزمایش و نامعلوم قید شده‌است .